# Łysów-Kolonia
Łysów-Kolonia – część wsi Łysów w Polsce, położona w województwie mazowieckim, w powiecie siedleckim, w gminie Przesmyki.
W latach 1975–1998 Łysów-Kolonia należał administracyjnie do województwa siedleckiego.